# 오기환 (영화 감독)
오기환(1967년 9월 ~ )은 대한민국의 영화 감독이다.

## 학력
- 부산동성고등학교 졸업
- 서울 한양대학교 연극영화학과 학사
- 서울 서강대학교 언론대학원 석사 (영상 전공)
- 서울 동국대학교 영상대학원 박사 (영상시나리오 전공)

## 경력
- 1992년 한국영화아카데미 9기
- 1993년~1995년 제일기획 광고 프로듀서
- 1996년 디지털 조선일보 다큐멘터리 감독
- 2006년~2012년 서울종합예술전문학교 방송영화예술학부 학부장
- 2012년 한국예술원 영화과 학과장

## 연출 작품
- 1992년《992》, 《사랑이 죄인가》(이상 조명)/ 《얇은 물에는 깊은 배가 뜨지 않는다》(촬영)
- 1997년《패자부활전》(멜로 로맨틱 코미디)(이상 조연출)
- 1998년《바이 준》(제작부장)
- 1999년《자귀모》(판타지.조연출)
- 2001년《선물》로맨스 드라마 연출 및 각본
- 2005년《작업의 정석》(코미디, 멜로/애정,로맨스 연출 및 각본)
- 2007년《두 사람이다》(공포,스릴러 /연출,각본,제작,기획)
- 2008년《재혼의 정석》(감독)
- 2009년《오감도》(멜로,애정,로맨스/ 연출 및 각본)
- 2013년《이별계약》(드라마, 멜로,애정,로맨스/ 연출)
- 2014년《패션왕》(드라마,코미디/ 연출)
- 2020년《시네마틱드라마 SF8 - 증강 콩깍지》(드라마,로맨스/ 연출 및 각본)
- 2021년 《아직 낫서른》 (드라마,로맨스/ 연출)
- 20             25년 《아이쇼핑》(ENA, 드라마)